# Formule 1-auto

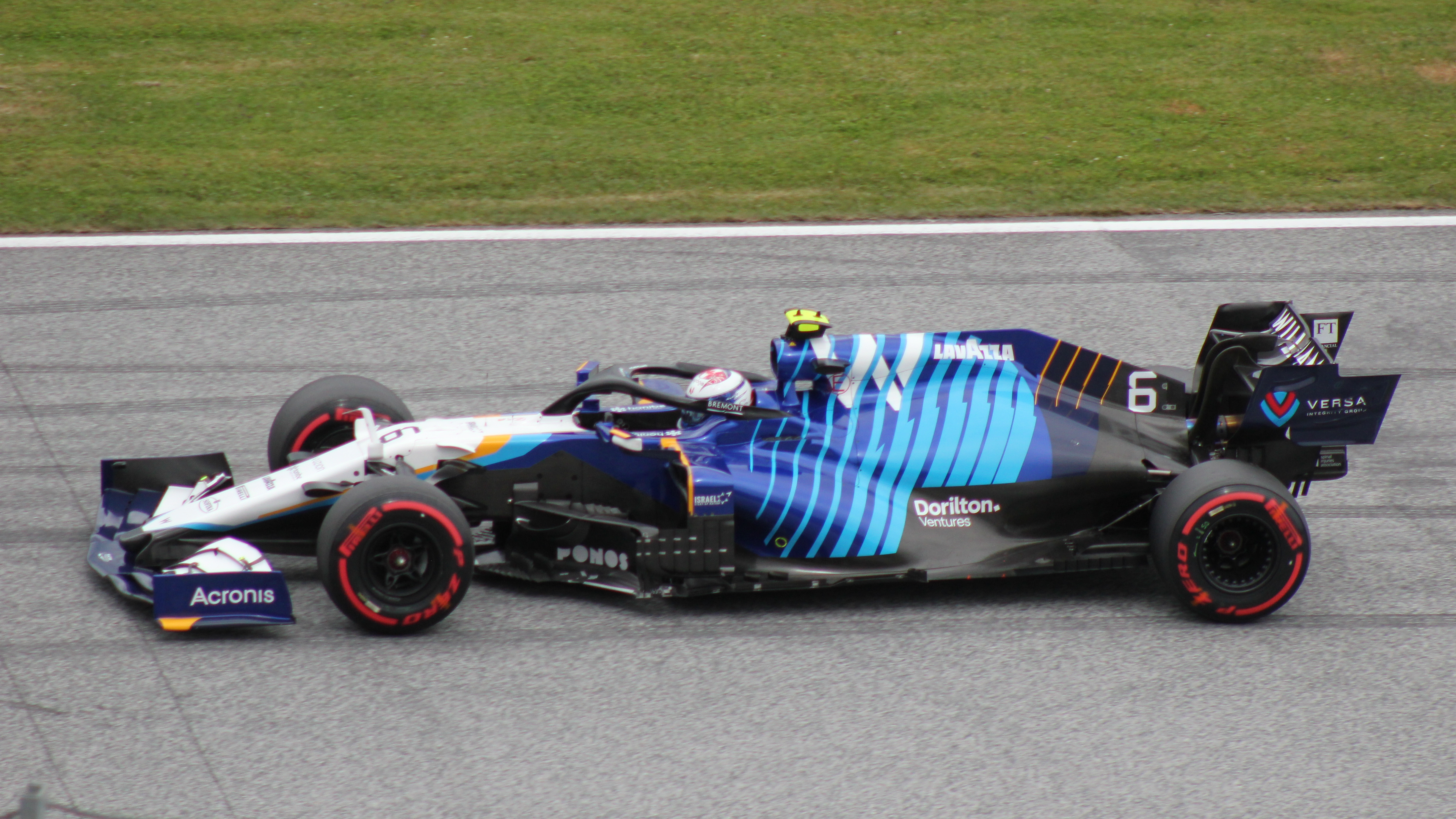
Nicholas Latifi in een Williams Formule 1-wagen in 2021.

Een moderne Formule 1-auto is een open, eenzits-, openwiel-raceauto met grote voor- en achtervleugels en een motor geplaatst achter de coureur. De regelgeving omtrent de Formule 1-auto is uniek voor het Formule 1-kampioenschap. Volgens de regels moet elke auto door het eigen team gebouwd worden.

## Techniek

### Motoren

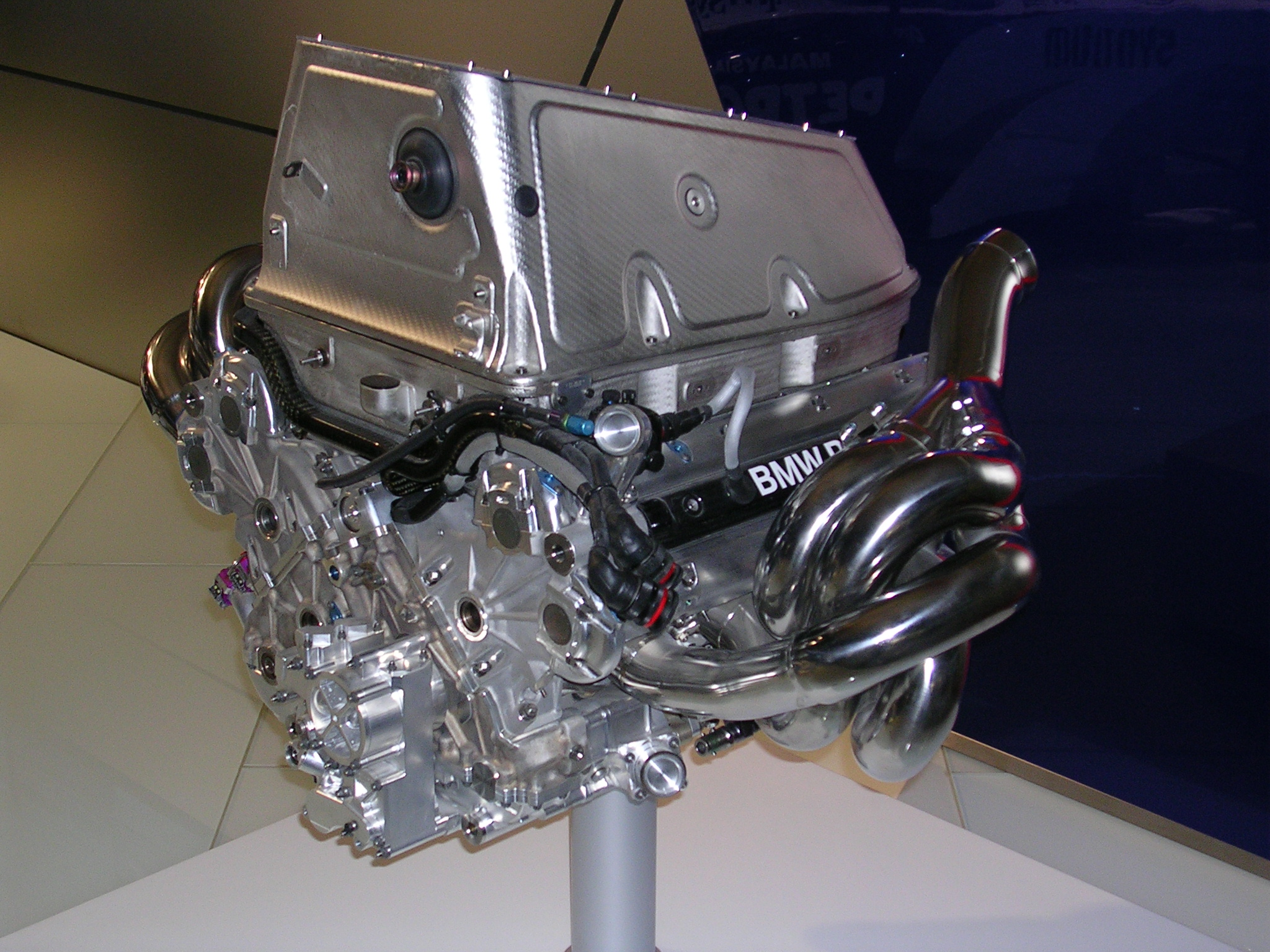
BMW-Formule 1-V8-motor

Een decennium lang hebben Formule 1-auto's gereden met 3.0 liter V10-motoren (van 1995 tot 1997 hadden sommige auto's een V8-motor, de Ferrari 412T2 uit 1995 had zelfs een V12-motor), zonder super- of turbocharger. In een poging om de auto's langzamer te maken, heeft de FIA besloten om vanaf 2006 de auto's te laten rijden met een 2,4 liter V8-motor met niet meer dan vier kleppen per cilinder. Van 2007 tot 2008 waren alle motoren beperkt tot 19.000 tpm. Sinds het begin van het seizoen van 2009 zijn alle motoren beperkt tot een toerental van 18.000 tpm om de betrouwbaarheid en levensduur van de motor te verlengen.
Toen de teams in het begin van de jaren 90 begonnen te experimenteren met verschillende soorten legeringen in de motoren, heeft de FIA dit proberen te beperken door te bepalen dat alleen aluminium- en ijzerlegeringen gebruikt mochten worden voor de zuigers, cilinders, drijfstangen en krukas. Door de grenzen van de techniek op te zoeken, zijn ingenieurs er toch in geslaagd om rond 2000 motoren te produceren die 18.000 tpm konden draaien. Elk jaar heeft de FIA nieuwe beperkingen moeten opleggen, omdat de V10-motoren anders makkelijk 22.000 tpm en meer dan 1000 pk zouden hebben voortgebracht. Zelfs met de beperkingen produceerden motoren uit het seizoen van 2005 900 tot 980 pk en konden ze meer dan 19.000 tpm draaien. De nieuwe 2,4 liter V8-motoren zouden tussen de 700 en 780 pk voortbrengen.
De teams met een klein budget kregen de optie om een jaar langer met de V10-motor te racen en zo de kosten voor de nieuwe motor te kunnen spreiden. De "oude" V10-motoren werden wel beperkt in hun toerental (zo'n 16.700 tot 17.000 tpm) om competitief te kunnen zijn met de andere teams. Scuderia Toro Rosso was het enige team dat van deze optie gebruik maakte.
Vanwege de grote hoeveelheid warmte die de motor ontwikkelt, is koeling zeer belangrijk. In het uitlaatsysteem van de auto kunnen temperaturen van 1000 °C worden bereikt. Op snelheid zuigt het koelsysteem ongeveer 650 liter lucht per seconde door het systeem. Het brandstofverbruik ligt op een kleine 50 liter per 100 kilometer.
In alle auto's bevindt de motor zich tussen de coureur en de achteras. In de meeste gevallen maakt de motor structureel deel uit van de auto; de motor helpt de krachten op de auto te verwerken.
In 2004 moesten motoren één raceweekend mee gaan, in 2005 werd dit verdubbeld naar twee weekenden. Indien een team van motor wisselde voordat de oude motor twee weekenden gebruikt was, resulteerde dit in een straf van 10 plaatsen op de startgrid van de eerstvolgende race. Lichtelijk aangepast in 2007 werd deze regel in 2008 weer hersteld. In 2009 werd de regelgeving andermaal veranderd; elk team mocht acht motoren gebruiken gedurende het seizoen, wat betekende dat sommige motoren drie weekenden mee moesten gaan.
Sinds de Grand Prix van China in 2006 werd de ontwikkeling van motoren bevroren; teams moesten de specificaties van de motoren tot minstens 2009 gelijk houden.
Een van de belangrijkste wijzigingen vanaf het seizoen 2014 is het afscheid van de 2.4 liter V8 motor en de introductie van de 1.6 liter V6 motor met turbo en een Energy Recovery System (ERS) ingebouwd in het blok. Deze motoren leverden ongeveer 750 pk bij maximaal 15.000 toeren. De ERS leverde ruwweg 161 pk gedurende 30 seconden.

### Versnellingsbak
Formule 1-auto's zijn uitgerust met een halfautomatische versnellingsbak. De coureur verandert de gekozen versnelling door middel van "flippers" achter het stuur. De aandrijving is op de achterwielen. Een moderne koppeling in een Formule 1-auto bestaat uit meerdere koolstofplaten met een massa van maar 1 kg.
Lange tijd waren de Formule 1-auto's uitgerust met een dubbelekoppelingversnellingsbak, waarbij de kleine onderbreking in de voortstuwing - die tijdens het schakelen met een enkele koppeling ontstond - nagenoeg verdween. De verandering van versnellingen werd doorgevoerd met een elektrisch-hydraulisch systeem, die met de flippers werden aangestuurd. Het voordeel liep hierbij naar schatting op tot 10 seconden op een complete race, een belangrijk voordeel. De versnellingsbakken hadden eerst zes en later zeven versnellingen voorwaarts, en 1 achterwaarts. De verandering in de voorwaartse versnellingen vond bijvoorbeeld bij Ferrari plaats midden jaren negentig van de vorige eeuw. Ferrari heeft sinds 2014 acht versnellingen. Vanaf 2008 moesten versnellingsbakken verplicht vier races meegaan. Hierbij mochten de ratio's wel veranderd worden tussen de races in.
Formule 1-auto's zijn sinds een aantal jaren uitgerust met een sequentiële versnellingsbak met acht voorwaartse versnellingen en een versnelling voor achteruit. Een sequentiële versnellingsbak behoort net als een dubbelekoppelingversnellingsbak tot de halfautomatische versnellingsbakken, de werking is echter totaal anders. Door middel van de flippers achter het stuur wordt de keuze van de versnelling doorgevoerd via een keuze-as, waar alle versnelling op zijn aangesloten. Door het draaien van deze as wordt de volgende/vorige versnelling geselecteerd. Deze verandering is vrijwel direct, met als gevolg een nog snellere schakeling tussen de versnellingen. Aangezien alle versnellingen via een as met elkaar in verbinding staan, kunnen alle versnellingen achter elkaar worden geplaatst. Hierdoor ontstaat een simpele opstelling met relatief weinig onderdelen. Sinds 2014 mogen de ratio's van de versnellingen tijdens een seizoen niet meer worden aangepast.
Het gebruik van de koppeling is in hedendaagse Formule 1-auto's anders dan gebruikelijk; alleen tijdens het wegrijden vanuit stilstand moet de coureur de koppeling handmatig (achter het stuur) op laten komen, tijdens de overige verandering van versnellingen hoeft de coureur de koppeling niet te gebruiken.

### Aerodynamica
Aerodynamica maakte eind jaren zestig voor het eerst zijn opwachting op een Formule 1-auto. Het waren Lotus, Ferrari en Brabham die experimenteerden met de nieuwe techniek.

#### Vleugels

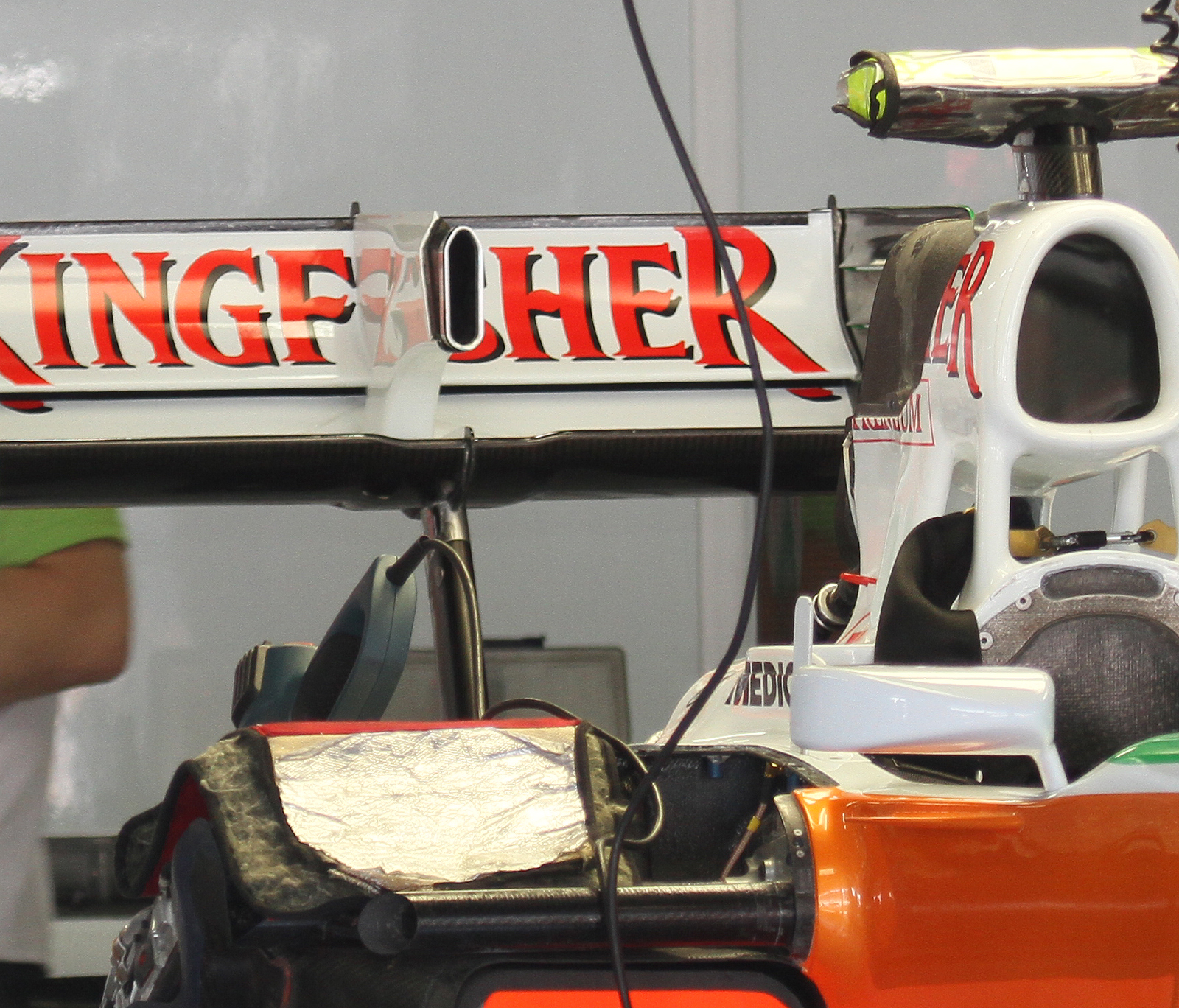
Achtervleugel in detail

In vroege ontwerpen waren vleugels direct aan de ophanging bevestigd, wat tot ongelukken en onveilige situaties leidde. Het werd snel bepaald dat vleugels vastgemaakt moesten worden aan het chassis. De aerodynamica is ontworpen om zo veel mogelijk downforce te genereren bij een zo klein mogelijke weerstand. Naast de grote voor- en achtervleugel, die beide nagenoeg de complete breedte van de auto benutten, helpen alle zichtbare onderdelen mee met de geleiding van lucht over de auto. De verregaande techniek zorgt ervoor dat geen enkele andere raceauto in de buurt komt van de hoeveelheid downforce die een Formule 1-auto genereert.
De beweegbare achtervleugel, algemeen bekend als drag reduction system (DRS), is een technologie gericht op het verminderen van de downforce om het inhalen te vergemakkelijken.
De bargeboards aan de zijkant van de auto zorgen niet voor downforce op de conventionele manier, zoals een voor- of achtervleugel dat doet; de laatste generatie Formule 1-auto's beschikt over bargeboards die een vortex creëren aan hun uiteinde en zo een lagere druk onder de auto weten te bewerkstelligen.
Over de nieuwe auto's voor het seizoen van 2009 is uitgebreid gesproken. Het ging met name over de nieuwe diffusor waar de auto's van Brawn GP over beschikten. Na meerdere protesten verklaarde de FIA de diffusor in aanloop van de Grand Prix Formule 1 van China legaal.

### Body
De auto's zijn grotendeels opgebouwd uit composieten van koolstofvezel en vergelijkbare zeer lichte materialen. De minimale massa volgens de regels bedraagt 605 kg inclusief de coureur. De auto's wegen echter significant minder dan het gestelde minimum. De teams dienen dan ook ballast toe te voegen. Dit geeft echter het voordeel dat zij door middel van de ballast de gewichtsverdeling van de auto kunnen perfectioneren.

### Stuur

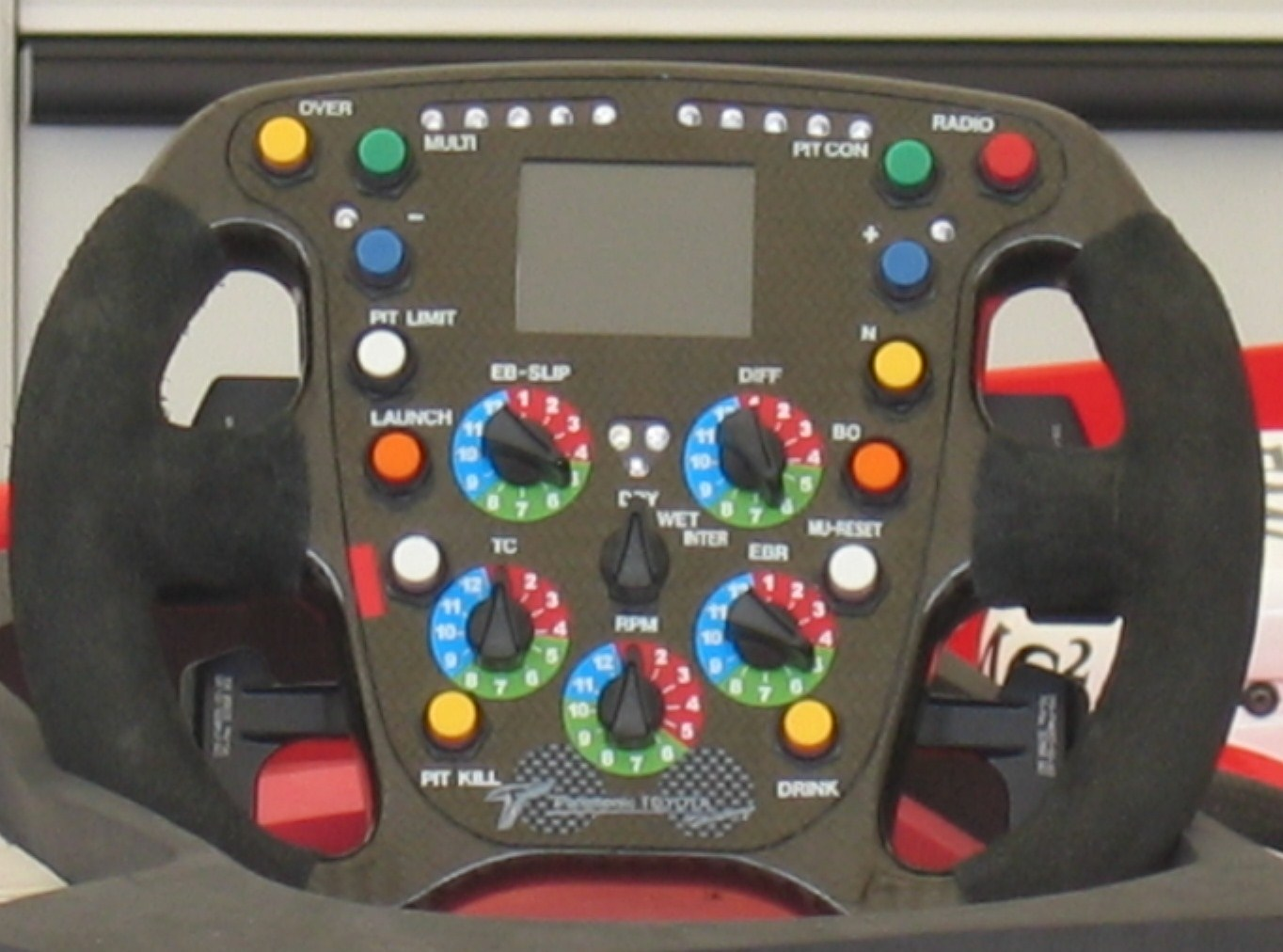
Een Toyota-stuur uitgerust met vele knoppen

De coureur heeft de mogelijkheid om vele eigenschappen van de auto aan te passen tijdens de race. Dit doet hij via de computer die in het stuur verwerkt zit. De knoppen op het stuur worden gebruikt om van versnelling te wisselen, de toerenlimiet te bedienen, het brandstofmengsel aan te passen, de DRS open en dicht te doen, de rembalans te veranderen en de radio te bedienen. Data zoals het toerental, snelheid en versnelling worden getoond op een ingebouwd scherm. Het stuur kan meer dan $30.000 kosten en weegt slechts 2,4 kg.

### Brandstof
De brandstof die wordt gebruikt in Formule 1-auto's is vergelijkbaar met normale benzine. De mengverhoudingen van de brandstof worden echter veel strakker in de gaten gehouden. De gebruikte brandstof moet dezelfde elementen bevatten als reguliere consumentenbenzine. Dit in tegenstelling tot enkele Amerikaanse kampioenschappen, waar brandstoffen met alcohol als basis mogen worden gebruikt. De mengverhoudingen worden aangepast aan de weersomstandigheden en het circuit om tot optimale prestaties te komen.
Om zeker te zijn van het feit dat alle teams zich aan de FIA regelgeving houden moeten Elf, Shell, Mobil en de andere brandstofteams voorafgaand aan de race een monster inleveren ter controle. FIA inspecteurs kunnen op elk moment een nieuw monster nemen om dat te vergelijken met het eerder ingeleverd exemplaar. In 1997 werd Mika Häkkinen geschrapt van de derde plaats bij de Grand Prix van België, nadat de FIA had bepaald dat zijn brandstof niet uit de juiste samenstelling bestond.

### Banden

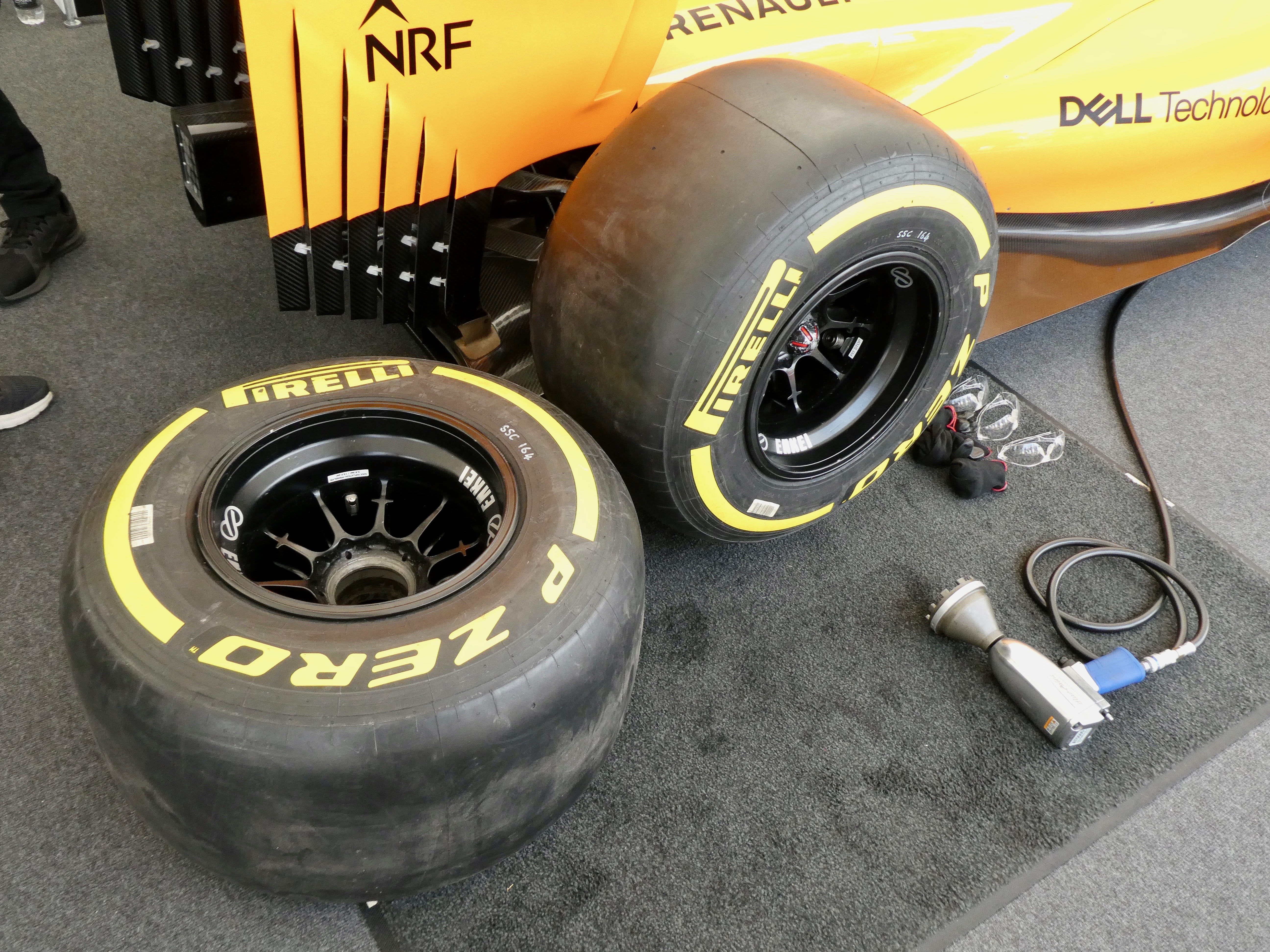
Pirelli-achterbanden

In 2009 hebben slicks hun rentree gemaakt in de Formule 1, nadat deze in 1998 verboden werden.
De voorbanden mogen niet breder zijn dan 355 mm, achterbanden hebben een maximale breedte van 405 mm. Anders dan de brandstof lijken de banden nauwelijks op een consumentenband; waar normale banden normaliter ongeveer 40.000 - 80.000 km meegaan, zijn Formule 1-banden ontworpen voor ongeveer 30 ronden, dit komt neer op 100 – 150 km. Dit is het gevolg van de zachte samenstelling van de band, waarmee een zo groot mogelijke grip bereikt dient te worden.
Van 2007 tot 2011 was Bridgestone de enige bandenleverancier in de Formule 1. Het bedrijf leverde vier zogenaamde "compounds": Hard, Medium, Soft en Super Soft. Bij elke race zijn slechts twee van deze compounds voor de teams beschikbaar. In de eerste helft van het seizoen van 2009 bracht Bridgestone elke race twee types banden met minstens een "ertussen". Hard en Soft kon meegenomen worden maar niet Soft en Super Soft omdat deze het dichtst bij elkaar liggen. Later in het seizoen besloot Bridgestone dit niet voor alle races te gaan doen. Vanaf het seizoen 2011 worden de banden geleverd door Pirelli.

### Remmen
Schijfremmen bestaan uit een draaiende schijf en een remklauw aan elk wiel. De schijven worden sinds 1976 gemaakt van koolstofvezel vanwege de hogere weerstand en betere thermische eigenschappen ten opzichte van gietijzer; tevens is koolstofvezel vele malen lichter dan
gietijzer. Deze remmen zijn ontworpen om onder extreme temperaturen tot 100 °C te werken. De coureur kan de remkracht verdelen over de vier remmen en zo de auto optimaliseren voor het circuit. Dergelijke aanpassingen mogen alleen mechanisch en niet elektronisch plaatsvinden. Dit houdt in dat er meestal wordt gekozen voor een hendel in de cockpit in plaats van een knop op het stuur.
Een Formule 1-auto genereert tot 5,5 g bij het afremmen, een veel hogere waarde dan de snelste sportwagens. Een Bugatti Veyron genereert "slechts" 1,3 g bij volledig afremmen. Een Formule 1-auto remt van 200 km/h naar stilstand in 54,5 meter, wat minder dan drie seconden duurt.

## Prestaties
Grand Prix-raceauto's staan aan de absolute technische top en combineren een onvergelijkbare snelheid en wegligging voor de coureur. Elke Formule 1-auto is in staat om van 0 naar 160 km/h en weer naar 0 te gaan in minder dan vijf seconden. Naast de hoge topsnelheid in een rechte lijn kunnen Formule 1-auto's ook buitengewoon snel door de bocht. De Formule 1-auto haalt deze hoge snelheid in de bocht dankzij de grip van de banden en de downforce van de vleugels. De bochtsnelheid ligt zo hoog, dat coureurs speciaal de nekspieren trainen. Aangezien de meeste circuits met de klok mee worden gereden, ontwikkelen coureurs deze spieren vooral aan één kant van de nek. Dit zorgt ervoor dat circuits die tegen de klok in worden gereden, zoals Imola en Interlagos, veel zwaarder kunnen zijn dan andere circuits.
De combinatie van de lage massa (ca. 850 kg incl. rijder en brandstof volgens de regels van 2021), het vermogen (incl. ERS een piekvermogen van bijna 1000 pk), de aerodynamica en de banden zorgt voor de prestaties die een Formule 1-auto levert. De belangrijkste ontwerpeigenschap van een Formule 1-auto is de versnelling en niet alleen de topsnelheid. Versnelling is niet alleen lineaire voorwaartse versnelling, maar bestaat uit drie types die elk belangrijk zijn voor de auto:
- Voorwaartse versnelling
- Voorwaartse vertraging
- Centripetale versnelling

Deze eigenschappen moeten alle drie worden gemaximaliseerd om het optimale resultaat te bereiken.

### Topsnelheid
De topsnelheid van de auto is in de praktijk beperkt door de lengte van het rechte stuk op het circuit. Er moet altijd een compromis worden gesloten tussen topsnelheid en wegligging door middel van de afstelling van de vleugels. De hoogste snelheid tijdens een race werd gehaald door Valtteri Bottas in een Williams; hij reed 378 km/h tijdens de Grand Prix van Europa in 2016. Williams claimde dit record in een twitter-post, deze hoogste snelheid is echter niet officieel bevestigd en wordt daarom niet erkend als "officieel record".

## Ontwikkelingskosten
De ontwikkelingskosten van een F1 auto zijn hoog doch variabel. Ze zijn hoog omdat elk onderdeel een uniek en op maat gemaakt product is, dat het resultaat is van uitgebreide ontwikkeling en testen en waarin vele manuren en specifieke materialen gebruikt zijn. Ze zijn variabel omdat elke team binnen de limieten van het eigen budget werkt. Bovendien zijn de feitelijk gemaakte kosten nauwelijks verifieerbaar omdat teams die om strategische redenen onder de pet wensen te houden.
De belangrijkste strategische reden is dat de FIA budgetplafonds heeft ingesteld in een streven naar een eerlijkere competitie tussen de meer en minder kapitaalkrachtige teams. Zo is er bijvoorbeeld een plafond van een kleine dertien miljoen euro per krachtbron; komt het budget voor de krachtbron daarbovenuit, dan kan de bouwer een boete tegemoet zien.
Met bovenstaande factoren in het achterhoofd worden de totale ontwikkelingskosten van een F1 auto geschat op tussen de tien en vijftien miljoen euro.